# Hubbard Glacier
Hubbard Glacier är en glaciär i Kanada och USA. Den övre delen ligger i Yukon i Kanada och den nedre delen ligger i Alaska, USA. Hubbard Glacier ligger 1 314 meter över havet.
Terrängen runt Hubbard Glacier är varierad.Trakten runt Hubbard Glacier är nära nog obefolkad, med mindre än två invånare per kvadratkilometer.. Det finns inga samhällen i närheten.
Trakten runt Hubbard Glacier är permanent täckt av is och snö.